# تاديوش روجيفيتش
تاديوش روجيفيتش (بالبولندية: Tadeusz Różewicz) شاعر وكاتب ومسرحي بولوني، ولد في بلدة رادومسكو في 9 أكتوبر 1921 وتوفي في 24 أبريل 2014 في فروتسواف. ينتمي إلى جيل المولودين بعد أن حازت بولندا على استقلالها في سنة 1918 المسمى جيل كولومبوس [الإنجليزية]  أو «جيل زمن العواصف»، وهو الجيل الذي عاصر في شبابه الباكر الحرب العالمية الثانية. عضو في أكاديمية الفنون في برلين [الإنجليزية]، دكتور شرف في عدد من جامعات بولندا. خصل على عدد من الجوائز الأدبية، وهو من أشهر أدباء بولندا المعاصرين في العالم.

## سيرته
انتقل والدا تاديوش إلى رادومسكو بعد الحرب العالمية الأولى. كان تاديوش ثاني ابن لهما. أخوه الأكبر يانوش [بالبولونية] صار لاحقاً شاعراً، وأخوه الأصغر ستانيسلاف [بالبولونية] صار مخرجاً مسرحياً وسينمائياً.
شارك تاديوش مع أخيه الأكبر في الحركة الفدائية في الجيش الوطني. أعدم أخوه من قبل الجيستابو في سنة 1944.

## روابط خارجية
- تاديوش روجيفيتش على موقع IMDb (الإنجليزية)
- تاديوش روجيفيتش على موقع الموسوعة البريطانية (الإنجليزية)
- تاديوش روجيفيتش على موقع مونزينجر (الألمانية)
- تاديوش روجيفيتش على موقع ميوزك برينز (الإنجليزية)
- تاديوش روجيفيتش على موقع ديسكوغز (الإنجليزية)
- تاديوش روجيفيتش على موقع قاعدة بيانات الفيلم (الإنجليزية)